# 早安栃木·Home Town栃木號列車

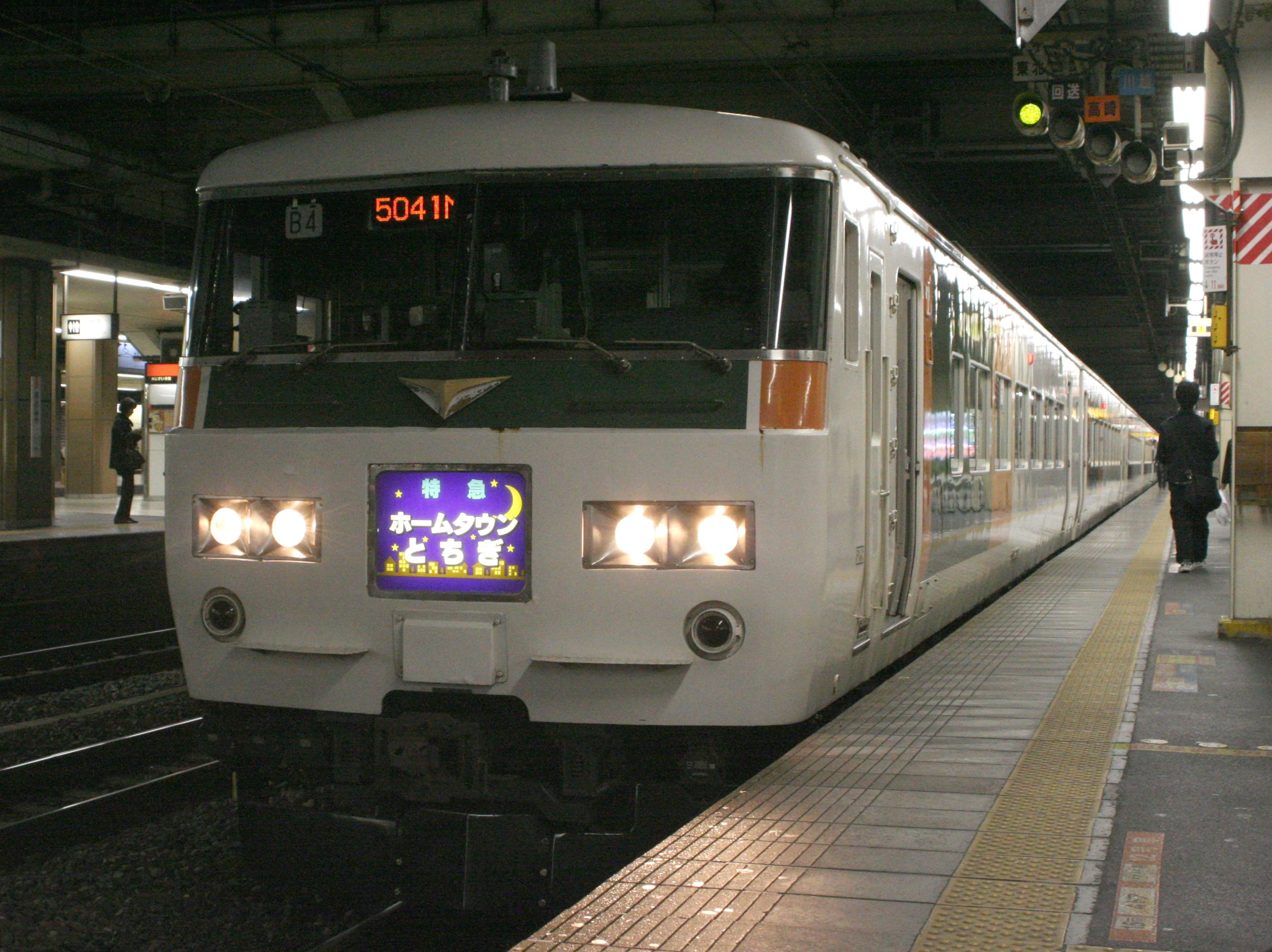
185系「Home Town栃木」

早安栃木（日语： Ohayō Tochigi */?）號列車和Home Town栃木（日语： Ho ̄mutaun Tochigi */?）號列車是由東日本旅客鐵道（JR東日本）營運，行走於新宿站至黑磯站之間的特別急行列車。列車途經山手線和東北本線（宇都宮線）。
此條目將同時記載曾經行走於東北本線上野站、新宿站至黑磯站之間（宇都宮線區間）的優等列車歷史。

## 廢除前的運行概要
「早安栃木」只於早上行走上行班次，「Home Town栃木」只於黃昏行走下行班次，與Home Liner相近。在2008年3月15日時間表修正，隨著普通列車增加班次，從新宿出發前往古河的「Home Liner古河5號」被廢除。另外，該列車的去程班次，從宇都宮出發前往新宿的特急「早安栃木2號」也廢除。當「Home Liner古河5號」和特急「早安栃木2號」廢除後，行走這些班次的車輛便安排於其他路線行走通勤Liner。在廢除當時，兩個班次的使用率均不錯。在2010年（平成22年）12月4日時間表修正中，「早安栃木」和「Home Town栃木」被廢除。自此，再沒有JR特急列車於宇都宮線（只限大宮以北區間）內到發，成為了栃木縣後來一組駛入JR在來線的特急列車。

### 停車站
新宿站 - 池袋站 - 赤羽站 - 大宮站 - 蓮田站 - 久喜站 - 古河站 - 小山站 - 石橋站 - 宇都宮站 - 寶積寺站 - 氏家站 - 矢板站 - 西那須野站 - 黑磯站

### 使用車輛
「早安栃木」和「Home Town栃木」使用田町車輛中心所屬的185系電動列車，以7卡編成（B編成）行走。普通車廂方面，所有車廂都是自由席，另外設有一輛綠色車廂（座位指定席）。

## 宇都宮線優等列車演變
本節將會記述宇都宮線區間（東北本線黑磯站以南區間）內行走的優等列車。另外，部分於宇都宮線區間內行走的優等列車會駛入日光線、烏山線、兩毛線和水戶線，本節將會同時記述這些列車。
有關日光線優等列車，可參見日光線優等列車演變。有關兩毛線的直通列車，可參見赤城号列车。有關直通至黑磯站以北的列車，參見東北本線優等列車沿革。
只外，有關於宇都宮線區間內設有通過車站的非優等列車（即快速列車和普通列車等）之演變，參見宇都宮線快速列車演變。

### 開始運行與戰後的展開
- 1913年（大正2年）5月 - 開設行走於上野站至黑磯站/日光站之間的普通列車609、610列車（設有頭、二等客車），當中在上野站至宇都宮站之間為快速運輸。
  - 609、610列車的停車站：上野站 - 赤羽站 - 蕨站 - 浦和站 - 大宮站 - 蓮田站 - 久喜站 - 栗橋站 - 古河站 - 小山站 - 石橋站 - 宇都宮站 -（各站停車）- 黑磯站
- 1950年（昭和25年）- 開設行走於新橋站至桐生站之間[* 1]（途經小山站）的快速列車，以及行走於上野站至宇都宮站之間（上行從烏山線烏山站出發）的快速列車。另外，直通至日光線的臨時列車加設愛稱「日光」。
- 1952年（昭和27年） - 開設行走於上野站至黑磯站之間的快速列車。
  - 當初該列車為不定期列車，只於星期六及日行走。
- 1955年（昭和30年）- 行走於上野站至黑磯站之間的快速列車引入KiHa45000系柴油列車（日语：国鉄キハ10系気動車），部分列車編成會駛入至日光線日光站，以輔助「日光」號列車。當時直通至日光線的優等列車包括了柴油列車快速、「日光」和3個往返班次的客車快速「大谷」。
  - 當時，兩毛線的直通快速列車名為「渡良」（於新橋站到發的列車[* 1]）和「大利根」（於上野站到發的列車）。於黑磯站到發，只於多客時期行走的臨時快速列車名為「湯之香」。
- 1956年（昭和31年）11月19日 - 隨著山手線和京濱東北線開始分離運輸，「渡良」不再於新橋站到發。只於上野站到發。當時，於黑磯站到發的快速列車名為「下野」，直通至日光線的快速列車名為「二荒」，直通至日光線，只於多客時期行走的臨時快速列車名為（東京站 - 上野站 - 宇都宮站 - 日光站[* 1]）「中禪寺」。
- 1958年（昭和33年）4月14日 - 使用柴油列車行走的「下野」、「二荒」、「湯之香」和「中禪寺」升級為準急列車，使用列車與客車也有所變更。開設直通至兩毛線的快速列車，該列車行走於高崎站至小山站至宇都宮站至黑磯站之間（宇都宮站至黑磯站之間各站停車），該列車沒有愛稱，毎日設有1個往返班次。
  - 大宮站至宇都宮站之間電氣化，使可以使用比柴油列車較快速的電力機車牽引客車列車行走該區間。但是由於主要用作通勤、上學的80系電動列車等電動列車數量不足，無法確保這些列車行走準急列車，因此只好把車種改變。
- 1958年（昭和33年）10月1日 - 「二荒」的運輸區間改為（原本行走於上野站至宇都宮站至日光站/黑磯站之間）上野至郡山站至福島站/會津若松站之間，並且改名為「阿武隈」。使「二荒」這個名稱一度消滅。

### 電動列車準急列車「那須野」登場起
- 1959年（昭和34年）9月22日 - 隨著日光線電氣化，「下野」改用80系電動列車，並且廢除日光站到發的班次。「中禪寺」從東京站到發改為新宿站到發。另外使用「中禪寺」的列車，開設了行走於日光站至宇都宮站至黑磯站之間的季節性準急列車，該列車沒有愛稱。開設行走於上野站至黑磯站之間的季節性準急列車「那須野」，該列車使用「日光形」157系電車（日语：国鉄157系電車）行走。
  - 「那須野」於當時使用被稱為「特別準急電動列車」的「日光形」157系電動列車。該列車也會行走準急「日光」和「中禪寺」。
- 1960年（昭和35年）8月15日 - 開設使用80系電動列車行走於上野站至宇都宮站之間的準急列車「二荒」。「大利根」被廢除，「渡良」變為沒有愛稱的快速列車。
- 1961年（昭和36年） - 157系電動列車開始行走準急「湯之香」。另外，在夏季的假日期間，開設使用電動列車行走，單向從上野站前往日光站的快速列車「奧日光」，該列車在深夜1時從上野出發，到達日光的時間是早上4時。另外開設於東京站到發的準急列車「臨時日光」[* 1]，以及沒有愛稱的準急列車。
- 1962年（昭和37年）10月1日 - 直通至兩毛線的快速列車升級為準急列車，並且重新使用愛稱「渡良」。另外，「渡良」會與途經水戶線，行走於上野站至水戶站/真岡線（現時：真岡鐵道真岡線）真岡站的準急列車「筑波嶺」串聯運輸。
  - 「筑波嶺」在行駛之際，該列車會在小山站內途經東北本線～水戶線聯絡線。因此該列車不會停靠小山站。而「筑波嶺」和「渡良」會在間間田站進行分離與結併車廂作業。
- 1963年（昭和38年）
  - 3月25日 - 「下野」和「那須野」改用165系電動列車。
  - 10月1日 - 「二荒」改用165系電動列車。另外，「下野」增加1個往返班次至2個往返班次（當中1個往返班次是季節列車，後來變為定期列車並使用80系電動列車）。
- 1964年（昭和39年）10月1日 - 下行「筑波嶺」的班次從前往真岡延長至茂木。
  - 當時，也開設行走於大阪站 - 名古屋站 - 長野站 - 高崎站 - 小山站 - 宇都宮站 - 日光站之間的定期信越·日光觀光專用團體列車。參見團體專用列車（日语：団体専用列車）。
- 1965年（昭和40年）
  - 在8月前仍然設有「湯之香」班次。
  - 10月1日 - 「二荒」改名為「下野」，使「下野」共有3個往返班次。當中1個往返班次行走於上野站至宇都宮站之間（列車編號：519M、512M），2個往返班次行走於上野站至黑磯站之間（列車編號：2515M、2516M、2519M、2520M）。黑磯站到發的班次部分車廂為指定席（二等）。另外，「渡良」的準急區間只到桐生站，在該站以西區間為普通列車。
- 1966年（昭和41年）3月5日 - 準急列車只限行走距離100公里以下，因此「下野」、「筑波嶺」、「那須野」和「渡良」升級為急行列車。
- 1967年（昭和42年）夏季 - 開設行走於橫濱站 - 品川站 - 東京站 - 宇都宮站 - 黑磯站/日光站之間[* 1]的臨時「第2那須野」、「第2日光」、「第3那須野」和「第3日光」。同時開設行走於上野站 - 大宮站 - 宇都宮站 - 日光站/西那須站之間的臨時快速列車「霧降高原」和「鹽原」。

### 急行「那須野」與周邊列車群
- 1968年（昭和43年）10月1日 - 實施名為「4·3·10」的時間表修正（日语：ヨンサントオ），設有以下變更。
  1. 「下野」併入至「那須野」。使「那須野」毎日設有5個往返班次。「那須野」下行1班使用115系電動列車，上行1班使用455系電動列車（日语：国鉄457系電車），上行1班從白河站出發。
  2. 「筑波嶺」改用電動列車。使該列車不再駛入非電氣化區間的真岡線。同時把行走區間延長至勝田站。「筑波嶺」在下館站至勝田站之間變為普通列車。
  3. 「渡良」改用電動列車。同時增加1個往返班次至2個往返班次。新增的班次在小山站以西變為普通列車，但是持有兩毛線內定期票的乘客不可乘車。
- 1969年（昭和44年）10月4日 - 開設使用181系電動列車行走的季節特急「黑磯」，共有2個往返班次。
- 1970年（昭和45年）10月1日 - 在「日光」暫停服務日，開設行走於上野站至宇都宮站之間的「那須野」，該列車只有上行2班。使「那須野」共有下行5班，上行7班。
- 1972年（昭和47年）10月2日 - 「筑波嶺」的急行區間縮短至結城站。另外，「黑磯」併入至「那須野」，成為「那須野51、52號」。

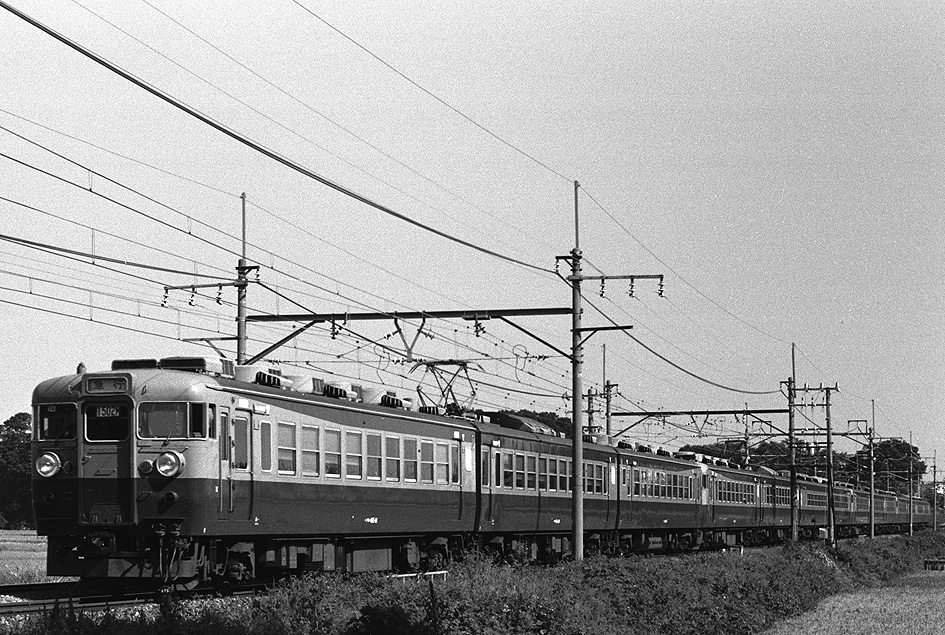
165系急行「那須野」（1984年）

- 1973年（昭和48年）10月1日 - 季節特急「黑磯」被廢除。
- 1976年（昭和51年）11月1日 - 使用115系電動列車行走的下行「那須野1號」降級為快速列車。使「那須野」共有下行4班，上行6班。
- 1978年（昭和53年）- 「渡良2號」於兩毛線內不可讓持有定期票的乘客乘車的特例被廢除。
- 1982年（昭和57年）6月23日 - 隨著東北新幹線開業，從上野出發的部分前往東北方向之特急列車被廢除。隨著急行「日光」、「岩手」和「飯豐」被廢除，以及「磐梯」、「藏王」和「吾妻」被減班，「那須野」增加了班次以作為補償安排，使「那須野」共有下行7班，上行9班。

### 「新特急那須野」誕生
- 1985年（昭和60年）3月14日 - 隨著東北新幹線大宮站至上野站之間開業，設有以下變更。
  1. 「筑波嶺」、「渡良」被廢除。
  2. 「那須野」變為行走於上野站至宇都宮站/黑磯站之間的L特急「新特急（日语：新特急）那須野」，使用185系電動列車行走。隨著急行「松島」被廢除，「那須野」增加了班次以作為補償安排，使「那須野」共有9個往返班次。

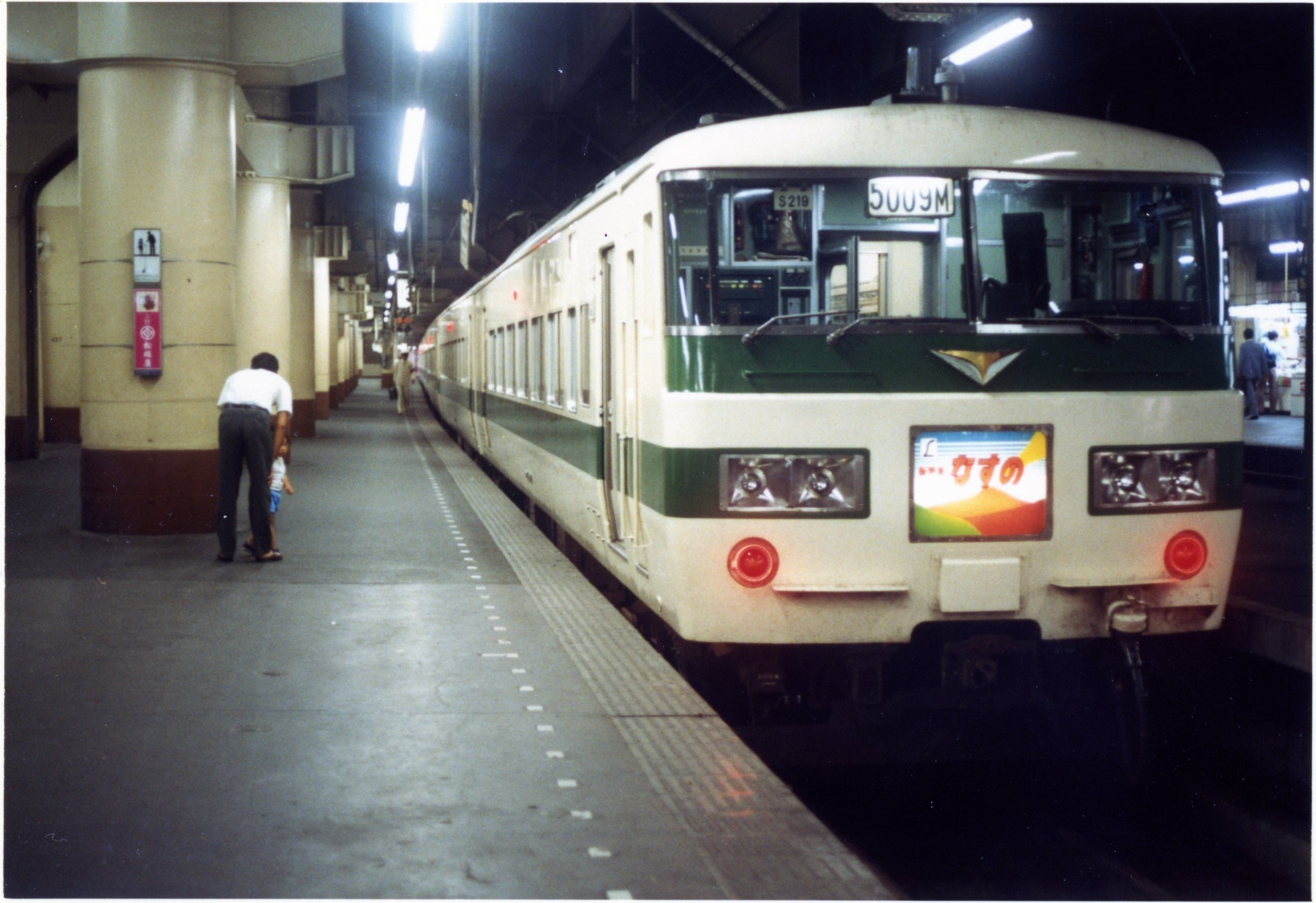
185系「新特急那須野」

- 1987年（昭和62年）9月3日 - 開設行走於新宿站至黑磯站之間的定期快速列車「球道」，該列車為全車指定席。
- 1988年（昭和63年）3月13日 - 「新特急那須野」9個往返班次中，較少乘客乘坐的4個往返班次降級為快速「兔子」。在黃昏以後的快捷列車方面，設有快速「Swift」，於晚上6時後每小時開出1班，共有4個往返班次。
  - 「新特急那須野」停靠東北本線上野站至黑磯站之間主要車站，當中期望主要客源是來自非東北新幹線的停車站。而新特急那須野的行車時間與急行時代差不多，因此雖然列車升級為特急，實際上只是加費。使乘車率不高[* 2]。
- 1989年（平成元年）3月11日 - 由於快速「兔子」受到好評，因此增加了「免子」的班次，共有下行9班，上行8班。
- 1990年（平成2年）3月10日 - 「新特急那須野」2、7號（行走於新宿站至黑磯站之間），以及快速「兔子」、「Swift」進行重組。在重組後，「新特急那須野」只剩下早上上行1班，黃昏下行1班，共1個往返班次。快速「兔子」每小時1至2班，下行共有12班，上行共有10班。快速「Swift」共有6個往返班次。由於「新特急那須野」只剩下1個往返班次，因此不再指定為L特急（變回特急）。快速列車方面，毎日設有下行18班，上行16班。
- 1991年（平成3年）3月16日 - 不再使用快速「Swift」這個列車名稱，變為通勤快速。
- 1992年（平成4年）3月14日 - 增加1班從宇都宮出發的「新特急那須野」。新設從新宿出發的「Home Liner古河」，毎日1.5往返班次（下行1次，上行2班）。
- 1993年（平成5年）- 快速「Fairway」降級為臨時列車，只於假日行走。

### 改名為「早安栃木」、「Home Town栃木」
- 1995年（平成7年）12月1日 - 東北新幹線行走於東京站至那須鹽原站之間的班次從「青葉」分離為「那須野」。使原本的「新特急那須野」改名為「新特急早安栃木」和「新特急Home Town栃木」。
- 1996年（平成8年）10月5日 - 主要在星期六及假日，「早安栃木2號」會延長行駛至鎌倉站，那班次會以「新特急早安栃木＆鎌倉」的名義行駛[* 3]。
- 2002年（平成14年）12月1日 - 不再使用「新特急」之稱號，變為特急「早安栃木」和「Home Town栃木」。
- 2004年（平成16年）10月16日 - 隨著湘南新宿線大幅加班，日間行走的快速「兔子」變為直通至湘南新宿線的快速列車（沒有列車名稱）。
- 2007年（平成19年）3月18日 - 「早安栃木」、「Home Town栃木」的所有車輛禁煙。
- 2008年（平成20年）3月15日 - 隨著湘南新宿線加班，從宇都宮出發的「早安栃木」和從新宿出發的「Home Liner古河」被廢除。只此「早安栃木」、「Home Town栃木」兩列車合共只剩下1個往返班次。
- 2010年（平成22年）12月3日 - 隨著湘南新宿線加班，「早安栃木」、「Home Town栃木」當日起結束運輸。
- 2023年（令和5年）3月25日 - 作為2023年冬之栃木觀光企劃和日本鐵路開業150周年的壓軸活動，開設了特急「栃木1號」，從大宮單向前往宇都宮[2]。

## 列車愛稱的由來
按五十音排列
- 「大利根」…取自沿線的大利根町。
- 「奧日光」…取自目的地日光的觀光勝地「奧日光（日语：奥日光）」。
- 「早安栃木」…取自該列車於早上行走，以及為了通勤客而開設。加上列車出發的縣是在栃木縣。
- 「霧降高原（日语：霧降高原）」…取自目的地日光的觀光勝地「霧降高原（日语：霧降高原）」。
- 「黑磯」…取自目的地「黑磯」。
- 「鹽原」…取自目的地附近，於栃木縣北部的溫泉保養地「鹽原溫泉（日语：塩原温泉）」。
- 「下野」…取自栃木縣的舊國名「下野國」。
- 「湘南日光」…取自沿線的觀光地「日光」和「湘南」。
- 「大谷」…取自目的地日光附近的河流名稱「大谷川」。
- 「中禪寺」…取自目的地日光的觀光勝地「中禪寺湖」。
- 「筑波嶺」…取自水戶線沿線附近筑波山的別名「筑波嶺」。
- 「那須野」…取自目的地附近的「那須野原（日语：那須野が原）」。
- 「日光」…取自目的地「日光」。
- 「二荒」…取自栃木縣宇都宮市的「宇都宮二荒山神社」。
- 「Home Town栃木」…取自列車為了運送通勤客回家。加上列車終點站的縣是在栃木縣。
- 「湯之香」…取自沿線的溫泉鄉中，形容溫泉的煙。
- 「渡良」…取自沿線的「渡良瀨川」和「渡良瀨滯洪池（日语：渡良瀬遊水池）」。

## 注腳